# Time Flies (film 1912)
Time Flies è un cortometraggio muto del 1912. Il nome del regista non viene riportato.

## Produzione
Il film fu prodotto dalla Essanay Film Manufacturing Company.

## Distribuzione
Distribuito dalla General Film Company, il film - un cortometraggio a una bobina - uscì nelle sale cinematografiche USA l'11 dicembre 1912. Venne poi distribuito anche in Gran Bretagna, uscendo il 20 febbraio 1913.